# مک‌دونالدی شدن جامعه
مک‌دونالدی شدن جامعه (به انگلیسی: The McDonaldization of Society) کتابی از جورج ریتزر (زادهٔ ۱۹۴۰، نیویورک) جامعه‌شناس و نظریه‌پرداز آمریکایی و استاد ممتاز جامعه‌شناسی دانشگاه مریلند  است. او اصطلاح مک‌دونالدی شدن را نخستین بار در مقاله‌ای برای مجله فرهنگ آمریکایی مطرح کرد. و در سال ۱۹۹۳ او در کتابی با همین نام، آن را گسترش داد. ریتزر باورمند است که در اواخر سده بیستم، شکل ساختاریافته اجتماعی رستوران فست فود به نیروی سازمانی تبدیل شده است که فرآیند عقلانی شدن را به قلمرو تعامل روزمره و هویت فردی نشان و گسترش می‌دهد. مک‌دونالد دهه ۱۹۹۰ به عنوان مدل موردی عمل می‌کند.
این کتاب اصطلاح مک‌دونالدی شدن را به عنوان روشی برای توصیف یک فرآیند اجتماعی به گفتمان علمی معرفی کرد که بر اساس بررسی یک متن دانشگاهی مرتبط در سال ۲۰۰۲، «یکنواختیِ کسالت‌آور» ایجاد می‌کند.
در «مک‌دونالدی شدن»، ریتزر عناصر اصلی آثار ماکس وبر را گسترش داده و به‌روز می‌کند و تحلیلی انتقادی از تأثیر تغییر اجتماعی-ساختاری بر تعامل و هویت انسان ارائه می‌دهد. موضوع اصلی در تحلیل وبر از جامعه مدرن، فرآیند عقلانی شدن بود؛ فرآیندی گسترده که در آن شیوه‌های سنتی تفکر با تحلیل هدف/وسیله که به کارایی و کنترل اجتماعی رسمی مربوط می‌شود، جایگزین شدند. وبر استدلال کرد که کهن‌الگو تجلی این فرآیند، بوروکراسی بود؛ یک سازمان بزرگ و رسمی که با ساختار اقتدار سلسله مراتبی، تقسیم کار تثبیت‌شده، قوانین و مقررات مکتوب، غیرشخصی بودن و نگرانی برای شایستگی فنی مشخص می‌شود. سازمان‌های بوروکراتیک نه تنها نمایانگر فرآیند عقلانی شدن هستند بلکه ساختاری که آنها بر تعامل و تفکر انسان تحمیل می‌کنند، این فرآیند را پیش می‌برد و منجر به جهانی می‌شود که به طور فزاینده‌ای عقلانی شده است. این فرآیند بر تمام جنبه‌های زندگی روزمره تأثیر می‌گذارد.

## کاربردها و جایگزین‌های مفهوم مک‌دونالدی شدن
مک‌دونالدی شدن در بیش از ۸۶۰۰ نشریه ذکر شده و در مؤسسات بی‌شماری از بایگانی‌ها گرفته تا دانشگاه‌ها و باغ‌وحش‌ها به کار گرفته شده است. تز مک‌دونالدی شدن وارد فرهنگ گردیده و به طور گسترده پذیرفته شده است.
با این حال، مفهوم مک‌دونالدی شدن منتقدانی نیز دارد. آرون آهوویا و الیف ایزبرک-بیلگین استدلال می‌کنند در حالی که مک‌دونالدی شدن بیانگر مجموعه‌ای خاص از نیروها است، ولی  روند متضادی در جوامع پساصنعتی وجود دارد که آنها را eBayization می‌نامند. در حالی که مک‌دونالدی شدن همگنی و پیش‌بینی‌پذیری ایجاد می‌کند، eBayization تنوع، ماجراجویی و شگفتی را فراهم می‌سازد. تونی بلک‌شاو IKEAization را به عنوان یک روند متضاد دیگر معرفی می‌کند که با هفت بُعد متمایز می‌شود:
• خانه (کلمه دیگری برای اجتماع)
• دموکراسی
• غیرقابل محاسبه و غیرقابل پیش‌بینی بودن
• محلی‌گرایی
• اخلاق کاری پروتستانی
• Cool
• آزادی.
در چهلمین سالگرد انتشار مقاله ریتزر، «مجله فرهنگ آمریکایی» مقاله‌ای با عنوان «باز کردن مدل مک‌دونالد: مقدمه‌ای بر نظریه اجتماعی پویا» منتشر کرد که در آن تیتوس الکساندر استدلال می‌کند که «تحلیل ریتزر مردم را قادر به حل مسایل اجتماعی یا بهبود جامعه نمی‌سازد. اگر بخواهیم دقیق‌تر بگوییم، این تحلیل مردم را فلج می‌کند تا باور کنند که مک‌دونالدی شدن یک غول غیرقابل توقف است که مردم نمی توانند بر آن تأثیر بگذارند.» الکساندر از مک‌دونالد برای بیان این تز استفاده می‌کند که نهادها، پژوهش‌های اجتماعی روزمره‌ای هستند که دانش مربوط به نحوه انجام کارها در جامعه را در خود جای می‌دهند. مک‌دونالد خود به طور مداوم با استفاده از نه لایه مجزا از تحلیل، با فرهنگ‌ها و زمینه‌های دشوار سازگار می‌شود. الکساندر قصد دارد نشان دهد که چگونه پژوهش های اجتماعی می‌تواند با کار بر روی نهادها به عنوان مدل‌های اجتماعی ("نظریه‌های اجتماعی پویا") مردم را برای بهبود جامعه توانمند سازد و در این راستا به تویوتا، مدل مراقبت اجتماعی Buurtzorg هلند و شرکت های تعاونی به عنوان مدل‌های جایگزین برای مک‌دونالدی شدن اشاره می‌کند.